# William Lorimer

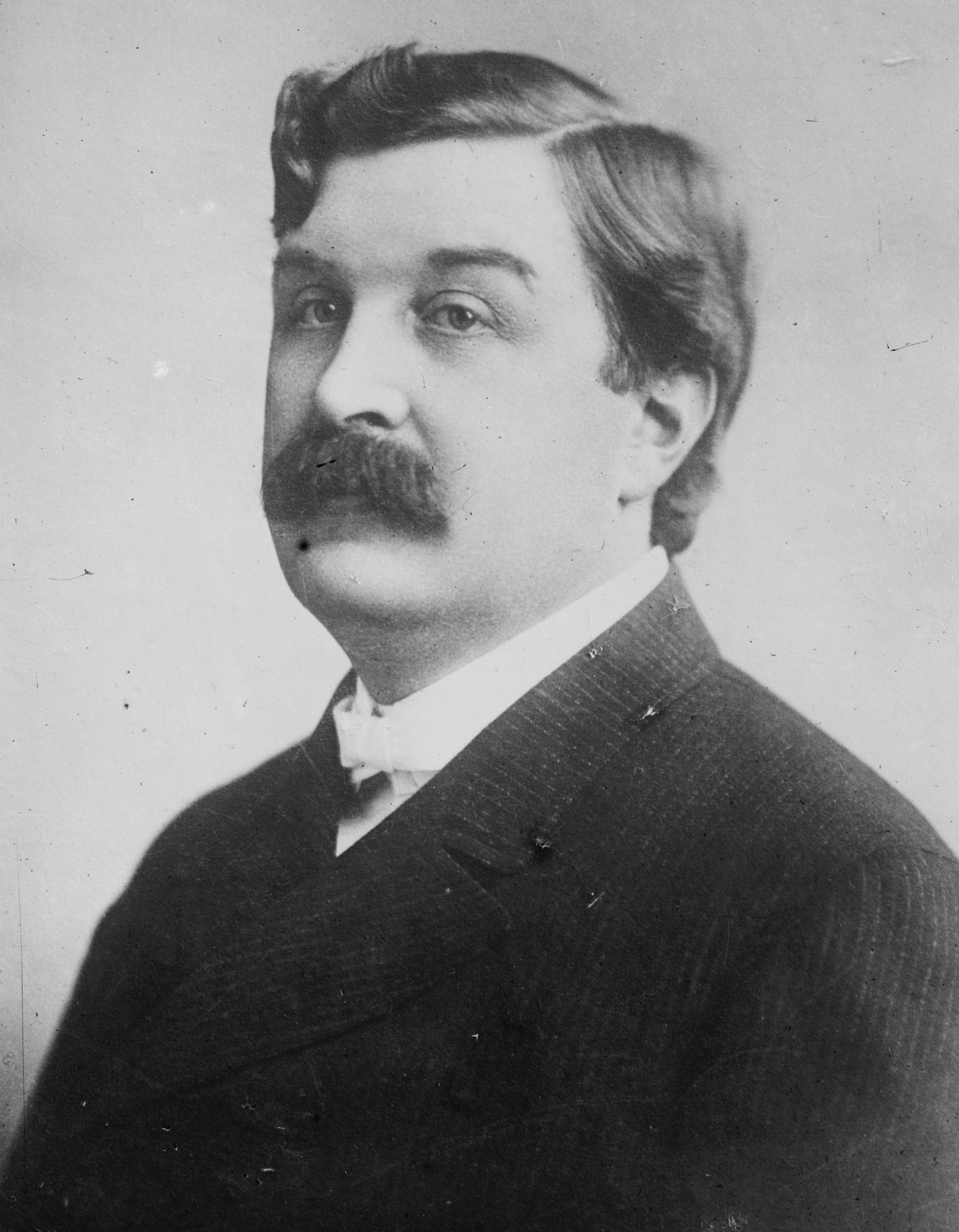
William "Blond Boss" Lorimer omkring 1921. Foto: George Grantham Bain

William Lorimer, född 27 april 1861 i Manchester, död 13 september 1934 i Chicago, var en engelsk-amerikansk politiker (republikan). Han representerade delstaten Illinois i båda kamrarna av USA:s kongress, först i representanthuset 1895–1901 samt 1903–1909 och sedan i senaten 1909–1912. Lorimer, som kallades "Blond Boss", avsattes den 13 juli 1912 på grund av en mutskandal.
Lorimer kom 1866 till USA med sina föräldrar och flyttade 1870 till Chicago från Michigan. Han arbetade inom köttproduktionen och var senare bland annat verksam inom fastighetsbranschen i Chicago. Lorimer var en betydande politisk boss i Chicago och satt i representanthuset sammanlagt i över tolv år.
Delstatens lagstiftande församling valde 1909 Lorimer till senator för Illinois. Han anklagades för att ha vunnit valet genom att muta delstatspolitiker. Senaten avsatte honom 1912 och förklarade att korrupta metoder hade använts i valet 1909 som därmed ogiltigförklarades. Efterträdaren Lawrence Y. Sherman tillträdde som senator den 26 mars 1913.
Lorimer avled 1934 och gravsattes på Calvary Cemetery i Evanston, Illinois.